# Fikční svět
Fikční světy jsou druhem možných světů, specifickým svojí existencí prostřednictvím fikčního textu, média, skrze nějž jsou vytvářeny, uchovávány a rozšiřovány. Fikční svět je fiktivní universum, ve kterém se odehrává děj uměleckého díla (románu, filmu apod.) anebo hry. 

## Herní fikční světy
Například hra na hrdiny někdy má pozadí jen mlhavé a těžko definovatelné, ovšem jindy může být herní svět velmi konkrétní a dobře popsaný. Téměř vždy je však nutné mít alespoň nějaké prostředí. Může se jednat o svět vytvořený zvláště k tomuto účelu, ať už komerční jako je Dark sun, Dragonlance, Shadowrun, Svět temnoty, česká Tarie, anebo amatérsky vytvořený.

### Konkrétní světy
Putovat se dá i velice konkrétním a zajímavým světem vytvořeným k jiným účelům. Jedná se převážně o příběhy ve světě vytvořeném ve fantazii autorů prózy. Může se jednat o jakéhokoli autora píšícího v žánru ve kterém chceme hrát. Takových světů existuje mnoho a dá se jmenovat několik nejznámějších knížek ze kterých se nejčastěji vychází:
- Arda od J.R.R. Tolkiena
- Amber od Rogera Zelazneho
- Úžasná Zeměplocha od Terry Pratchetta
- Duna od Franka Herberta
- Svět budoucnosti podle série Star Trek
- Hvězdné války od G. Lucase
- Stalker od bratří Strugackých
- Sága o Pistolníkovi od S. Kinga
- Svět čaroděje Harryho Pottera od J. Rowlingové

### Snové či jiné světy
Když je ale herní svět nezajímavý, nebo nechceme zabíhat do podrobností a důležité je spíše dobrodružství, může být scénář jednorázový. Také může být hra návštěvou snového světa či jiné nějak pokroucené dimenze, kde se vše neustále mění. V takovém případě stačí jen velmi jednoduché stanovení základních pravidel a mechanismů. Příkladem může být hra na hrdiny jménem My life with master, ve které je svět pokaždé jiný a zároveň je to většinou jediné konkrétní místo.

### Nedefinované světy
Může se stát, že herní svět není vůbec definovaný. Vytváří jej hráči během hry, nezávisle na čemkoli a může se kdykoli změnit. Jediným zdrojem je fantazie a nápady jednotlivých hráčů. Příkladem může být hra Stíny. V ní je jediným definovaným rámcem to, že jsou postavy malé děti a místo toho, aby v noci spaly, tak je probouzí podivné zvuky. Ony se jen vydávají ukojit svou zvědavost. Vůbec nezáleží na tom co je mimo dům a to důležité je jen okamžitá scéna, která se může kdykoli úplně změnit.

### Poznámka
Kromě výběru herního světa by se hráči před začátkem hry měli ještě dohodnout na tom jaký je cíl hry (jaký druh zábavy jim vyhovuje) a podle jakých pravidel budou hrát.

## Fikční světy v literatuře
V literatuře se teorie fikčních světů váže k naratologii a vychází z předpokladu, že její základ netvoří příběh, ale narativní svět. Podle Doležela lze fikční světy souhrnně chápat jako vesmír možných světů, který se neustále rozpíná. Zejména v minulosti však docházelo k omezování na teorii mimeze, podle níž je fikce jen nápodobou skutečného světa, což vede k omezení fikčního vesmíru na pouhé modely jednoho světa.  

### Vymezení fikčního světa
Zásadním rozdílem možného a fikčního světa je skutečnost, že možné světy jsou neomezené, protože jsou pojímány jako shrnutí všech možných stavů věcí. Fikční světy jsou oproti tomu omezeny tím, co je obsaženo v textu, jsou tedy tvořeny konečným počtem osob a předmětů. Fikční světy ale nemusí nutně stát jen na objektech vytvořených imaginací, mohou se v různé míře vztahovat i k předmětům a událostem aktuálního světa. Vymezení fikčních světů jako druhu možných světů spočívá v jejich časově a kulturně specifickém určení. Hranice mezi fikčními světy a dalšími možnými světy je nestálá, může se proměňovat v závislosti na kultuře. Fikční světy jsou pokládány za autonomní, přitom ale proměnlivé a podmíněné vztahy k jiným situacím.

### Struktura fikčního světa
Fikční svět je mnohovrstevnatý, je v něm obsaženo několik rovin. Nejprve je vytvořen svět stavů, který zahrnuje předměty se stálými fyzikálními vlastnostmi a stálé vztahy. Tento svět je statický (neměnný). Ve druhé rovině je svět stavů doplněn o přírodní síly, které jej mění ze statického na dynamický, umožňují totiž změny ve stavech světa. Ve třetí rovině do fikčního světa vstupuje osoba, která se vyznačuje jak fyzickými vlastnostmi, tak i duševním životem. Tak přichází do fikčního světa akce, tedy změny probíhající na základě duševních událostí a intencí. Poslední (čtvrtá) a nejsložitější rovina fikčního světa zahrnuje dvě a více osob, čímž je umožněna interakce, která představuje další důležitý prostředek pro změny stavů.  

### Svět s jednou osobou
Svět zahrnující jednu osobu je z narativního hlediska omezený, a tedy i jednodušší.  Jeho největším přínosem je zaměření na duševní život člověka a elementární rysy lidského jednání, což je umožněno právě izolací jediné osoby. Typickým příkladem je zasazení osoby do světa divoké přírody, kde se snaží přežít a přetvořit ji k obrazu svému. S tím je spojené také postupné rozšiřování poznatků o světě na základě zkušenosti. Někdy ale může být příroda zcela upozaděna a nahrazena například prostředím uměleckým.

### Svět s více osobami
Svět, kde se objevují alespoň dvě postavy je složitější a tvárnější. Nabízí podstatně více možností při práci s příběhem díky probíhající interakci mezi jednotlivci a případně i skupinami. Pro tento svět je typické vytváření tzv. konatelských sestav, tedy shromáždění osob nebo skupin tak, aby mezi nimi vznikl kontakt. Vztahy mezi osobami jsou nestálé, procházejí různými zvraty, a to zejména u osob s intenzivní emocionalitou a sklony k impulzivnosti. V tomto typu světa mohou také figurovat společenské síly a moc.

### Intertextovost fikčních světů
V kontextu fikčních světů hraje důležitou roli intertextualita. Například postmoderna je charakteristická přehodnocováním klasických děl a jejich konfrontací s aktuálními estetickými a ideologickými požadavky prostřednictvím alternativních fikčních světů. Rozlišujeme tři typy přepisů - transpozici, rozšíření a mutaci. Při transpozici zůstává stejný hlavní příběh, ale je zasazen do jiného časoprostoru a zhodnocuje tak  závažnost původního světa v kontextu současné doby. Rozšíření staví původní text do nového kontextu tím, že zaplňuje prázdná místa nebo rozvíjí jeho prehistorii a posthistorii. Mutace je nejradikálnější způsob přepisu, protože mění strukturu původního světa a vytváří jeho podstatně odlišnou verzi, čímž vzniká "polemický protisvět."

### Interakce s fikčními světy
Všichni navštěvujeme fikční světy, v nichž po určitou dobu zůstáváme a kde potkáváme tamní hrdiny. Zajímají nás osudy fikčních postav, protože jak tvrdí Kendall Walton, v momentě, kdy jsme uvězněni v příběhu, jsme účastníky fikčních událostí tím, že projevujeme fikční ego, které jako jakýsi člen bez hlasovacího práva navštěvuje imaginární události. Fikční ega za nás posíláme do těchto území s tím, aby se zase vrátila. To ona prožívají všechny emoce s postavami, my jim pouze na krátkou chvíli propůjčujeme své tělesné schránky a emoce. Fikční nebo umělecká ega jsou schopna lépe cítit či vyjádřit emoce než vyprahlá, otupělá ega aktuálního existujícího světa.
Naše cesty do fikčního světa jsou však pouze symbolické. Podle Waltona se nikdy neúčastníme hry, abychom konali, jediné, co můžeme udělat, je přerušit „představení.“ Dochází tady k psychologické interakci. Například divák hororu může cítit strach při pohledu na bytost, o jejíž neexistenci v aktuálním světě je pevně přesvědčen, protože si je vědom vzdálenosti fikčního světa od toho aktuálního. Jeho strach je ale přesto opravdový. Nabízí se tedy otázka, jak to, že může jedna a táž osoba strach pociťovat a nereagovat. Na to má Walton odpověď – fikční ego, jehož úkolem je zakoušet fikční události a pociťovat odpovídající pocity jako například lítost nebo strach. Podle této teorie extendujeme na úroveň fikce, což znamená, že naše existence se stává fikční, přestože nepřestáváme aktuálně existovat.